# Военнопленные в СССР во время Второй мировой войны
Военнопленные в СССР во время Второй мировой войны — категория военнослужащих вермахта и войск союзников Германии, добровольно или насильственно попавших в плен Красной армии во время Великой Отечественной войны, а также в период до окончания Второй мировой войны. Они содержались в лагерях ГУПВИ.

## Оценки численности военнопленных в СССР

### Численность военнопленных с 22 июня 1941 года по 2 сентября 1945 года

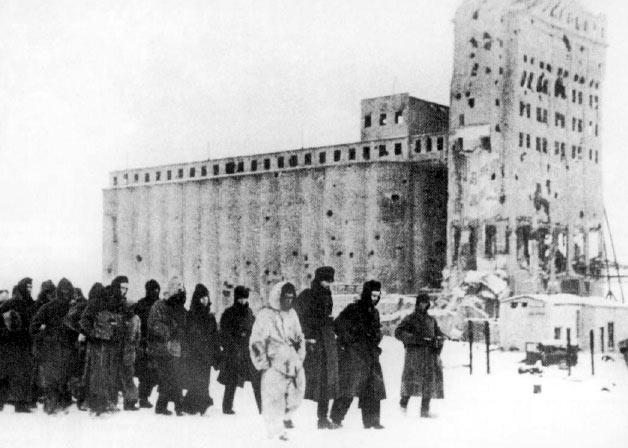
Пленённые под Сталинградом немецкие солдаты. Февраль 1943 года.

Численность и национальный состав военнопленных в СССР в период с начала Великой Отечественной войны (22 июня 1941 года) до окончания Второй мировой войны (2 сентября 1945 года) (выделены — титульные нации основных стран Оси):
| Национальность                | Общее количество пленных |
| ----------------------------- | ------------------------ |
| Немцы                         | 2 389 560                |
| Японцы                        | 639 635                  |
| Венгры                        | 513 767                  |
| Румыны                        | 187 370                  |
| Австрийцы                     | 156 682                  |
| Чехи и словаки                | 69 977                   |
| Поляки                        | 60 280                   |
| Итальянцы                     | 48 957                   |
| Французы                      | 22 120                   |
| Югославы (в основном хорваты) | 21 822                   |
| Молдаване                     | 14 129                   |
| Китайцы                       | 12 928                   |
| Евреи                         | 10 173                   |
| Корейцы                       | 7785                     |
| Голландцы                     | 4729                     |
| Монголы                       | 3608                     |
| Финны                         | 2377                     |
| Бельгийцы                     | 2010                     |
| Люксембуржцы                  | 1652                     |
| Датчане                       | 457                      |
| Испанцы                       | 452                      |
| Цыгане                        | 383                      |
| Норвежцы                      | 101                      |
| Шведы                         | 72                       |

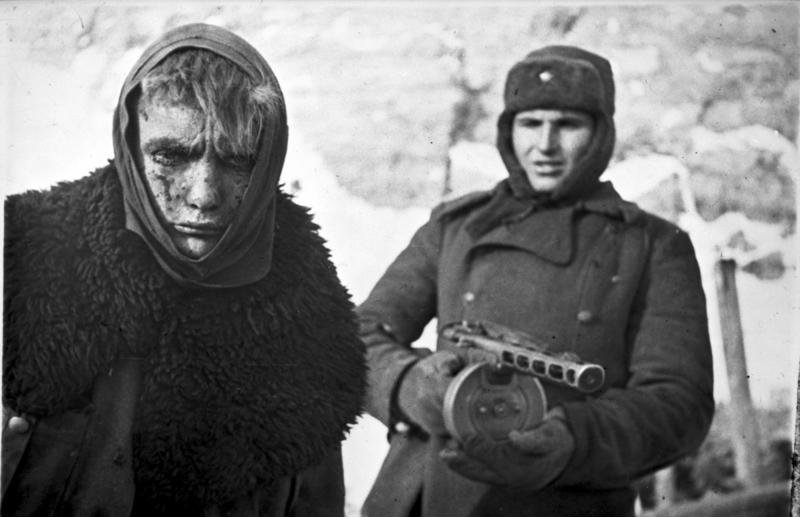
Военнопленный немец, плененный в ходе Сталинградской битвы

Известен также такой документ, как Справка 2 отдела Главного управления по делам военнопленных и интернированных НКВД СССР (ГУПВИ НКВД СССР) об общем числе военнослужащих армий гитлеровского альянса, которые к 18 июня 1945 года были взяты в плен войсками Красной армии. Там дополнительно к вышеперечисленным (по некоторым национальностям данные различаются) указаны военнопленные следующих национальностей: 287 болгар, 105 турок, 93 швейцарца, 40 американцев, 22 грека, 15 англичан.

### Численность военнопленных, учтённых в лагеряхНКВД СССРпо состоянию на 22 апреля 1956 года

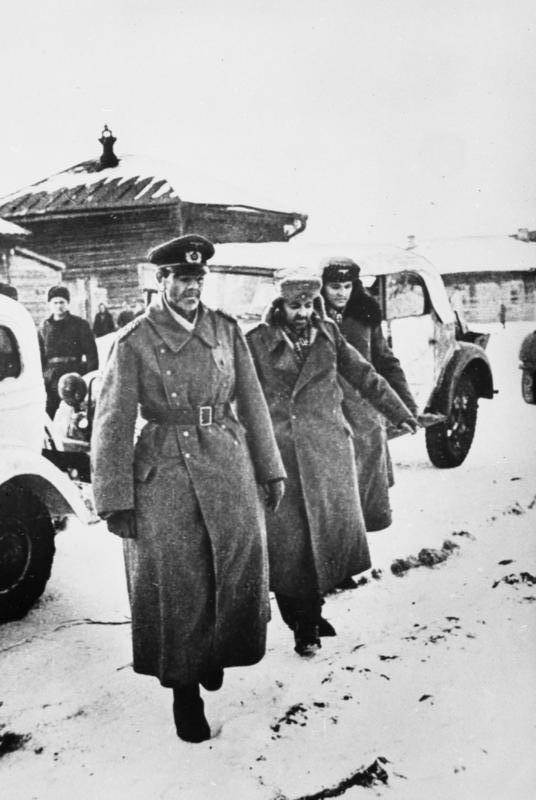
Пленённые командующий 6-й армией генерал-фельдмаршал Фридрих Паулюс, его начальник штаба генерал-лейтенант Артур Шмидт и адъютант Вильгельм Адам возле штаба 64-й советской армии в Бекетовке, 31 января 1943 года

Сведения о численности военнопленных вооружённых сил Германии и союзных ей стран, учтённых в лагерях НКВД СССР по состоянию на 22 апреля 1956 года.
| Национальность         | Всего учтено военнопленных | Освобождено и репатриировано | Умерло в плену |
| ---------------------- | -------------------------- | ---------------------------- | -------------- |
| Немцы                  | 2 388 443                  | 2 031 743                    | 356 700        |
| Австрийцы              | 156 681                    | 145 790                      | 10 891         |
| Чехи и словаки         | 69 977                     | 65 954                       | 4023           |
| Французы               | 23 136                     | 21 811                       | 1325           |
| Югославы               | 21 830                     | 20 354                       | 1476           |
| Поляки                 | 60 277                     | 57 149                       | 3128           |
| Голландцы              | 4730                       | 4530                         | 200            |
| Бельгийцы              | 2014                       | 1833                         | 181            |
| Люксембуржцы           | 1653                       | 1560                         | 93             |
| Испанцы                | 452                        | 382                          | 70             |
| Датчане                | 456                        | 421                          | 35             |
| Норвежцы               | 101                        | 83                           | 18             |
| прочие национальности  | 3989                       | 1062                         | 2927           |
| Итого по вермахту      | 2 733 739                  | 2 352 671                    | 381 067        |
| В процентном отношении | 100 %                      | 86,1 %                       | 13,9 %         |
| Венгры                 | 513 766                    | 459 011                      | 54 755         |
| Румыны                 | 187 367                    | 132 755                      | 54 612         |
| Итальянцы              | 48 957                     | 21 274                       | 27 683         |
| Финны                  | 2377                       | 1974                         | 403            |
| Итого по союзникам     | 752 467                    | 615 014                      | 137 753        |
| В процентном отношении | 100 %                      | 81,7 %                       | 18,3 %         |
| Всего военнопленных    | 3 486 206                  | 2 967 686                    | 518 520        |
| В процентном отношении | 100 %                      | 85,1 %                       | 14,9 %         |

Директива НКВД СССР

№ 157
13 сентября 1945 г.

г. Москва

«Народным комиссарам внутренних дел союзных
 и автономных республик, начальникам УНКВД
 краев и областей»

«О порядке отправки на родину военнопленных, освобождаемых в соответствии с указаниями НКВД СССР»

Во исполнение приказа НКВД СССР № 00955 от 13 августа 1945 г. и в соответствии с вашими данными, представленными по директиве № 2222 от 12 августа 1945 г., из лагерей и спецгоспиталей республики (края, области) подлежат освобождению военнопленные рядового и унтер-офицерского состава следующих категорий:
- все военнопленные, независимо от физического состояния, следующих национальностей: поляки, французы, чехословаки, югославы, итальянцы, шведы. норвежцы, швейцарцы, люксембуржцы, американцы, англичане, бельгийцы, голландцы, датчане, болгары и греки;
- больные военнопленные независимо от национальности, кроме острозаразных больных, кроме испанцев и турок, а также кроме участников зверств и лиц, служивших в войсках СС, СД, СА и гестапо;
- военнопленные немцы, австрийцы, венгры и румыны — только инвалиды и ослабленные.

<…>

Освобождению не подлежат лица, отнесённые по физическому состоянию к первой, второй и третьей категориям, а также участники зверств и лица, служившие в войсках СС, СД, СА и гестапо, независимо от физического состояния.

<…>

4. Военнопленных, подлежащих передаче органам репатриации, одеть в новое трофейное обмундирование.

5. Всем военнопленным перед отправкой провести тщательную комплексную санобработку.

6. Обеспечить освобождённых военнопленных продовольствием в полной норме и ассортименте на весь путь следования из расчёта продвижения эшелона 200 километров в сутки, плюс пятидневный запас. Запретить выдавать муку взамен хлеба, выдавать только хлеб и сухари.

<…>

8. Обяжите начальника эшелона обеспечить горячим питанием военнопленных в пути следования и бесперебойное снабжение питьевой водой.

<…>
— Заместитель народного комиссара внутренних дел СССР 
генерал-полковник Чернышов
Указом Президиума Верховного Совета СССР от 28 сентября 1955 г. «О досрочном освобождении германских граждан, осужденных судебными органами СССР за совершенные ими преступления против народов Советского Союза в период войны» были освобождены досрочно от отбывания наказания 8877 германских граждан и репатриированы в зависимости от местожительства в Германскую Демократическую Республику и в Федеративную Республику Германия.

## Вклад в развитие экономики СССР
По оценке доктора исторических наук Владимира Мотревича, военнопленные не играли роль основного трудового ресурса экономики СССР. Мотревич указывал, что в СССР и РСФСР военнопленные составляли в 1946 году 6,2 — 6,3 % экономически активного населения. При этом в отдельных республиках (особенно в Прибалтике) этот показатель был намного выше: в Эстонской ССР пленные составляли 24,6 % экономически активного населения, в Латвийской ССР — 23,5 %, в Литовской ССР — 17,8 %, в Карело-Финской ССР — 15,4 %, в Белорусской ССР — 12,7 %. Военнопленные играли заметную роль в рабочей силе лишь в очень короткий период — в 1945—1949 годах. Мотревич приводит такие цифры по удельному весу пленных в рабочих и служащих СССР: в 1947 году — 4,7 %, в 1948 году — 2,5 %, в 1949-м — 1 %, в 1950 году — 0,1 %.

## Бытовая преступность среди военнопленных
Уровень преступности среди военнопленных был небольшим. Среди преступлений преобладали кражи. Доктор исторических наук Владимир Мотревич привел данные: в 1946—1950 годах в Свердловской области были осуждены за бытовые преступления 257 военнопленных, из которых 216 человек привлекли к ответственности за «хищение социалистической и индивидуальной собственности граждан». При этом в 1946 году Свердловская область по количеству военнопленных занимала в СССР второе место (после Украинской ССР). Всего же через систему лагерей для иностранных военнопленных в Свердловской области прошли более 250 тысяч человек.